# Preben Damgaard
Preben Damgaard (23. august 1963 – 4. december 2022) var en dansk erhvervsleder og grundlægger af Damgaard Data.
Preben Damgaard stiftede sammen med sin bror Erik Damgaard virksomheden Damgaard Data. I 1997 modtog brødrene IT-prisen. I år 2000 fusionerede Damgaard med Navision. I 2002 blev virksomheden solgt til Microsoft, hvilket gjorde Preben Damgaard til milliardær.